# Norbert Walter (Ökonom)

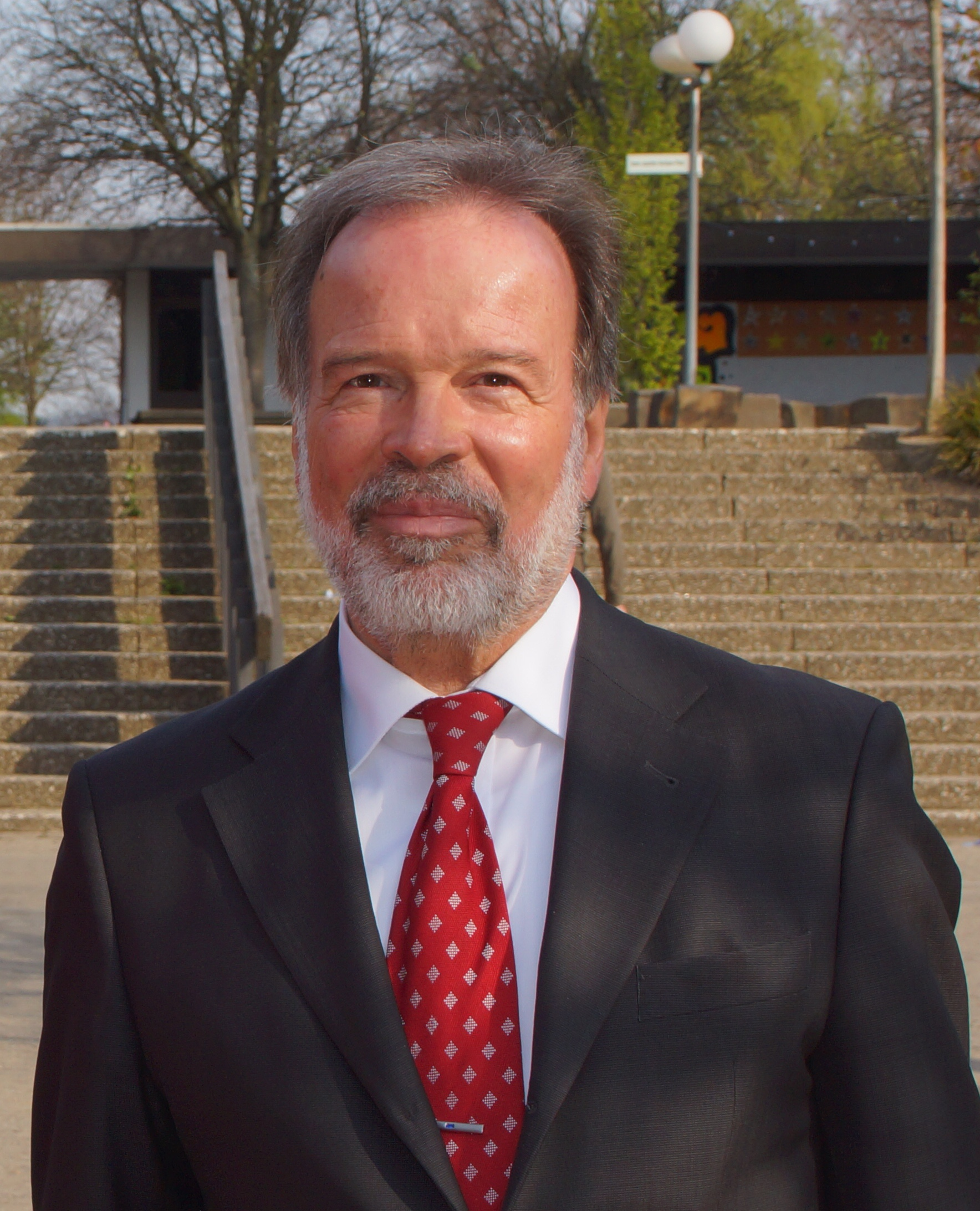
Norbert Walter, 2012

Norbert Walter (* 23. September 1944 in Weckbach, Unterfranken; † 31. August 2012 in Südtirol) war ein deutscher Wirtschaftswissenschaftler. Er war von 1990 bis 2009 Chefvolkswirt der Deutsche-Bank-Gruppe.

## Leben
Nach dem Abitur am Gymnasium in Miltenberg studierte Walter von 1963 bis 1968 Volkswirtschaftslehre an der Johann-Wolfgang-Goethe-Universität in Frankfurt am Main. 1968 erhielt er sein Diplom und wurde angestellter Mitarbeiter am Institut für Kapitalmarktforschung (heute Center for Financial Studies) in Frankfurt am Main. 1971 wurde er dort zum Dr. rer. pol. promoviert. Von 1971 bis 1986 war er als Assistent bei Herbert Giersch am Institut für Weltwirtschaft in Kiel tätig und lebte in Molfsee. In dieser Zeit bereitete Walter seine Habilitation vor. Von 1971 bis 1973 war er zudem Dozent an der Christian-Albrechts-Universität in Kiel. Nach einer Tätigkeit als Forschungsgruppenleiter wurde er 1975 Leiter der Abteilung Konjunktur und Weltwirtschaft und 1978 Professor und Direktor im Institut für Weltwirtschaft. Nach einer Auseinandersetzung mit Giersch wegen abweichender Prognosen ging Walter 1986 für ein Jahr an das American Institute for Contemporary German Studies an der Johns Hopkins University in Baltimore als John J. McCloy Distinguished Research Fellow.
Im Jahr 1987 wechselte Walter in die volkswirtschaftliche Abteilung der Deutschen Bank in Frankfurt am Main und wurde 1990 Nachfolger von Franz-Josef Trouvain als Chefvolkswirt. Im Jahr 1992 übernahm er zusätzlich die Leitung der neu gegründeten Tochter Deutsche Bank Research und wurde Chefvolkswirt der Deutsche-Bank-Gruppe. Nach seinem altersbedingten Ausscheiden Ende 2009 gründete Walter die Walter & Töchter Consult. Sein Nachfolger als Chefökonom der Deutsche-Bank-Gruppe wurde Thomas Mayer.
Walter engagierte sich im Gremium der „Sieben Weisen“ zur Regulierung der europäischen Wertpapiermärkte bei der EU-Kommission in Brüssel. Zudem war er Mitglied in der interinstitutionellen Monitoring-Gruppe (ernannt von dem Europäischen Parlament, dem Europäischen Rat und der Europäischen Kommission) für den Lamfalussy-Prozess zur Überwachung der Wertpapiermärkte. Er war Vorsitzender des Universitätsrates der Bauhaus-Universität Weimar, Vorsitzender des Kuratoriums des Bundesinstituts für Bevölkerungsforschung in Wiesbaden sowie Beiratsmitglied des Fördervereins Ökologische Steuerreform. Walter war Mitglied in der römisch-katholischen Kirche, im Bund Katholischer Unternehmer (BKU) und im Zentralkomitee der deutschen Katholiken (ZdK).
Am 7. Oktober 2009 hielt Walter die 10. Berliner Rede zur Religionspolitik.
Norbert Walter war ab 1967 verheiratet mit Christa Walter, geborene Bayer, und wurde Vater von zwei Töchtern (Christine und Jeanette). Er erlag am 31. August 2012 einem Herzinfarkt. Nach seinem Tod gründete Walters Ehefrau Christa eine nach ihnen benannte Stiftung, die der Förderung Frankfurter Studenten der Wirtschaftswissenschaften dient.

## Schriften (Auswahl)
- Weniger Staat. Mehr Markt. mvg, München 1993, ISBN 3-87959-479-1.
- Der neue Wohlstand der Nation. 2. Aufl., Econ, Düsseldorf, Wien, New York, Moskau 1994, ISBN 3-430-19488-1
- Ein Plädoyer für die Marktwirtschaft. Gemeinsam mit Astrid Rosenschon. Moderne Industrie, Landsberg/Lech 1996, ISBN 3-478-35470-6
- Der Euro Kurs auf die Zukunft. Die Konsequenzen der Währungsunion für Unternehmen und Anleger. Gemeinsam mit Thomas Hanke. 4. akt. Aufl., Campus, Frankfurt am Main/New York 1999, ISBN 3-593-36171-X
- Mehr Wachstum für Deutschland. gemeinsam mit Klaus Günter Deutsch, Campus-Verl., Frankfurt am Main/New York 2004, ISBN 3-593-37529-X
- Marktwirtschaft, Ethik und Moral: wie Werte das Vertrauen in die Ökonomie stärken. Berlin Univ. Press, Berlin 2009, ISBN 978-3-940432-59-9
- Wer soll das bezahlen? Antworten auf die globale Wirtschaftskrise. Gemeinsam mit Jörn Quitzau. Pattloch, München 2011, ISBN 978-3-629-02291-2
- „Perspektiven der Europäischen Wirtschafts- und Währungsunion“